# Капсійська культура

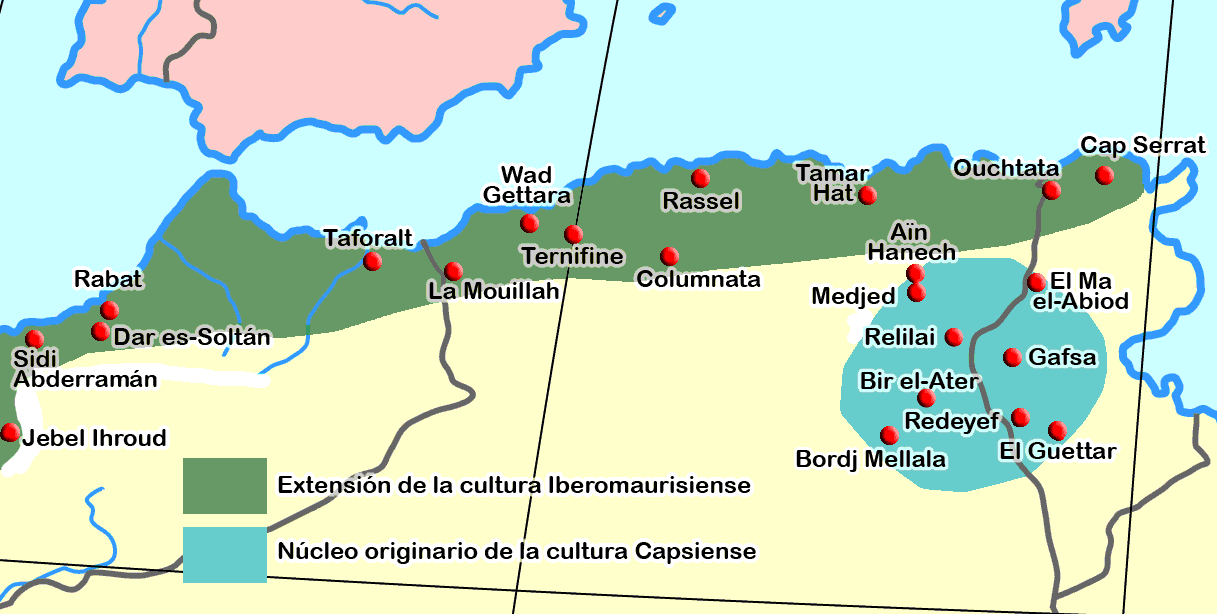
Основні пам'ятки іберійсько-мавританської та капсійської культур у Північній Африці

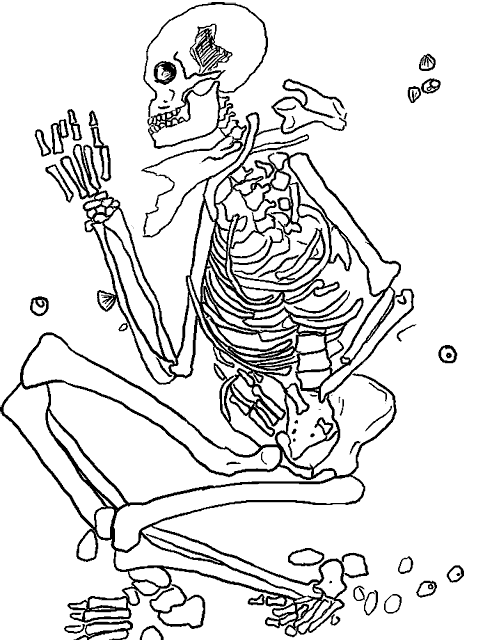
Людина із поховання Капсійської культури

Капсійська культура — археологічна культура епохи кінця верхнього палеоліту і мезоліту (9-5-е тис. до н. е.), поширена в Північній Африці та країнах Середземномор'я.
Названа по стоянці біля міста Гафса (лат. Capsa — Капса) в Тунісі. Капсійська культура відома також під назвою гетульської (П. Палларі), яке в наш час[коли?] не вживається. Вона поширена на півдні Тунісу, головним чином в районі самої Гафси, і на півдні департаменту Константина (Алжир).
Відкриття останнього часу (показали, що, всупереч прийнятої раніше точці зору, південна межа капсійської культури не збігається з північною межею Сахари. Мабуть, починаючи з верхнекапсійського періоду капсійська культура поширилася по всьому Магрибу. 
Це були білі люди, що відносилися до Середземноморської раси. Населення Капсійської культури займалося полюванням і збиральництвом. Відмітна риса поселень — величезні скупчення раковин упереміж з кістками тварин. З крем'яних знарядь найхарактерніші мікроліти, в тому числі геометричних форм, що служили вкладишами для складових знарядь і наконечниками стріл (лук і стріли з'явилися тут дещо раніше, ніж у Північній Європі). Знайдені також уламки посудин з шкаралупи страусиних яєць, нерідко орнаментовані. Можливо, що саме капсійці створили найдавніші наскельні зображення Північної Африки та Східної Іспанії. Загальні риси культури пізньопалеолітичного та мезолітичного населення країн Середземномор'я пояснюються, очевидно, не тільки схожістю географічних умов, але і зв'язками між населенням цих областей.